# Talanitoides
Talanitoides habesor es una especie de araña araneomorfa de la familia Gnaphosidae. Es la única especie del género monotípico Talanitoides.  

## Distribución
Es originaria de  Israel.